# Mary Miller (femme politique)
Pour les articles homonymes, voir Mary Miller (homonymie) et Miller.
Mary Miller, née Mary E. Meyer le 27 août 1959 à Naperville (Illinois), est une femme politique américaine, membre du Parti républicain. En 2020, elle est élue à la Chambre des représentants des États-Unis.

## Biographie

### Jeunesse
Née en Illinois, Mary Meyer étudie à la Naperville Central High School (en) avant d'intégrer la Eastern Illinois University (en) d'où elle ressort avec un baccalauréat en management.

### Carrière politique
En 2019, Mary Miller annonce sa candidature pour le 15e district congressionnel de l'Illinois dans l'optique de succéder à John Shimkus. Après avoir remporté la nomination du Parti républicain, elle gagne l'élection générale en novembre 2020 face à Erika Weaver avec 73,2 % des voix.
Elle ne reconnait pas la victoire de Joe Biden à l'élection présidentielle de 2020, jugeant celle-ci frauduleuse.
Elle provoque une controverse lors d'un rassemblement de partisans de Donald Trump en janvier 2021, déclarant que « Hitler avait raison sur une chose » [le rôle de la jeunesse en politique] avant de citer des passages de Mein Kampf.

## Positions politiques
Mary Miller soutient le port d'armes, est anti-avortement et soutient l'arrêt du financement de Planned Parenthood. Elle considère que le Green New Deal ne fera qu'appauvrir les habitants des campagnes américaines.

## Vie personnelle
Marié à l'homme politique républicain Chris Miller, ils ont 7 enfants et 17 petits-enfants.